# Synagoga na Zielonej Górze w Kownie
Synagoga na Zielonej Górze w Kownie (lit. Žaliakalnyje sinagoga) – bóżnica znajdująca się na Zielonej Górze w Kownie przy ul. Vaisių 30. 
Została zbudowana w 1858 roku według projektu rosyjskiego architekta Nikołaja Ikonnikowa na działce należącej do kupca K. Sołowiejczyka. Była drewnianym jednopiętrowym budynkiem z ostrołukowymi oknami, później przebudowanym na murowany.